# وادي الحجر
وادي الحجر أو ما يسمى حديثاً بضاحية الثورة العربية الكبرى، هي منطقة تقع في محافظة الزرقاء في الأردن، تمتاز بخصوبة أراضيها ووفرة المياه حيث كان أول من جاء إليها هم الشيشان والشركس وتملكوا جزءاً كبيرا من أراضيها.